# 艾洛德
艾洛德（？—？），馬札兒人早期首領，他是馬札兒七部中Nyék的部長，他曾在895年領導馬札兒人進入潘諾尼亞生活。
他那個部落之後生活在巴拉頓湖，位置在現在佐洛州與紹莫吉州。
根據十三世紀匈牙利歷史家西蒙的說法，阿爾莫什的父親是他而不是烏吉克。